# Susan Williams
Susan Williams (n. 17 iunie 1969, Long Beach, California, SUA) este o sportivă ce a reprezentat Statele Unite ale Americii, medaliată olimpică. A participat la o ediție a Jocurilor Olimpice (2004) în care a câștigat o medalie de bronz.

## Participări
Lista de mai jos prezintă principalele competiții la care a participat Susan Williams de-a lungul carierei.
- triathlon at the 2004 Summer Olympics – women's[*]